# びりびりやぶいたら
「びりびりやぶいたら」とは、1979年4月より発行された年少版こどものとも25号。文：林蘭、絵：林蘭。後に絵本として出版される。
黄色い紙と緑の紙を破いて、合わせると、象が登場して、象がいろんな紙をびりびり破いて、紙の山をどんどん大きくなって、鼠と猫とライオンときりんと鶏と豚が登場して、みんなで大きな紙を破いて、飛行機が出来て、最後にみんなが乗る絵本。

## 書誌情報
- 初版年月日：1986年09月25日、ISBN 978-4-8340-0054-2